# Stolik przedmiotowy
Stolik przedmiotowy - element mikroskopu - stolik służący do położenia na nim szkiełka podstawowego wraz z obiektem przeznaczonym do obserwacji. Posiada zwykle dwa sprężynujące "zaczepy" uniemożliwiające przypadkowe przemieszczanie się na nim szkiełka podstawowego. Jest czworoboczny lub okrągły z otworem w środku (na światło), nieruchomy lub przesuwany za pomocą dwóch śrub osadzonych poziomo. 

Istnieją też stoliki grzejne, które umożliwiają kontrolowanie temperatury analizowanego obiektu, dzięki czemu można zaobserwować wpływ zmian temperatury na dany organizm.